# Otis Hill
Otis Hill (ur. 31 marca 1974 w White Plains) – amerykański koszykarz, grający na pozycji środkowego.

## Kariera
Jako student uniwersytetu Syracuse zdobył 1416 punktów, co plasuje go na 25 miejscu pod względem strzelców (zdobywał ponad 10 punktów na mecz). W sezonie 2004/05 zadebiutował w PLK, w Polonii Warszawa, gdzie był liderem zespołu, pobił także rekord sezonu, który wyniósł 45 punktów, w meczu przeciwko Gipsarowi, został wtedy MVP sezonu. Do Polski znowu trafił dopiero w sezonie 2006/07, i to w trakcie rozgrywek. Dołączył do Anwilu, w play-off grając w pierwszym meczu przeciwko Czarnym ze Słupska zanotował 35 punktów, ale Anwil przegrał ten mecz po dwóch dogrywkach. W kolejnych dwóch meczach Anwil prowadził 2-1, ale w drugim meczu Hillowi nie poszło już tak dobrze, bo zdobył zaledwie 4 punkty, w trzecim meczu zanotował 13, ale w pierwszej kwarcie grał słabo, bo na pięć oddanych rzutów z gry nie trafił ani jednego. Zagrał wszystkie mecze dobrze, ale popełnił błąd w najważniejszym momencie, gdy wykonał bezsensowny faul na Jeffie Nordgaardzie i zawiódł. To przewinienie kosztowało Anwil przegranie decydującego meczu z Prokomem i koniec marzeń o Mistrzostwie Polski 2006/2007.

## Osiągnięcia
Drużynowe
- Mistrz:
  - CBA (1999)
  - USBL (1999, 2001)
- Brązowy medalista mistrzostw Polski (2005)
- Zdobywca Pucharu Polski (2007)

Indywidualne
- Najlepszy debiutant z zagranicy PLK (2005 według Gazety)[1]
- Zaliczony do I składu:
  - PLK (2007)
  - ligi izraelskiej (2008)
- 2-krotnie powoływany do udziału w meczu gwiazd PLK (2005, 2007 – nie wystąpił z powodu kontuzji)
- Lider play-off PLK w średniej bloków (2005)[2]
- Członek Drużyny trzydziestolecia Anwilu Włocławek (2022)[3]

## Statystyki podczas występów w PLK
- Sezon 2004/2005 (Polonia Warszawa): 33 mecze (średnio 19,5 punktu oraz 6,4 zbiórki w ciągu 28 minut)
- Sezon 2006/2007 (Anwil Włocławek): 31 meczów (średnio 15,1 punktu oraz 5 zbiórek w ciągu 24,5 minuty)